# 東圖萊里維拉 (加利福尼亞州)
東圖萊里維拉（英語：East Tulare Villa）是位於美國加利福尼亞州圖萊里縣的一個人口普查指定地區。

## 地理
東圖萊里維拉的座標為36°12′13″N 119°16′56″W / 36.20361°N 119.28222°W，而該地最高點為海拔高度92米（即302英尺）。

## 人口
根據2010年美國人口普查的數據，東圖萊里維拉的面積為1.248平方千米，當中陸地面積為1.248平方千米，而水域面積為0.000平方千米。當地共有人口778人，而人口密度為每平方千米623人。